# Campeonato Sergipano de Futebol de 1981
O Campeonato Sergipano de Futebol de 1981 foi a 58º edição da divisão principal do campeonato estadual de Sergipe. O campeão foi o Itabaiana que conquistou seu 6º título na história da competição. O artilheiro do campeonato foi Dão, jogador do Sergipe, com 18 gols marcados.

## Equipes participantes
| - Associação Desportiva Confiança (Aracaju) - Cotinguiba Esporte Clube (Aracaju) - Estanciano Esporte Clube (Estância) - Associação Olímpica de Itabaiana (Itabaiana) | - Olímpico Futebol Clube (Aracaju) - Esporte Clube Propriá (Propriá) - Club Sportivo Sergipe (Aracaju) - Vasco Esporte Clube (Aracaju) |

## Premiação
| Campeonato Sergipano de 1981  |
| Itabaiana                     |
| ----------------------------- |
| Itabaiana Campeão (6º título) |